# Mengqiao Xiang
Mengqiao Xiang (kinesiska: 勐桥, 勐桥乡) är en socken i Kina. Den ligger i provinsen Yunnan, i den sydvästra delen av landet, omkring 250 kilometer söder om provinshuvudstaden Kunming. Antalet invånare är 24 750. Befolkningen består av 11 183 kvinnor och 13 567 män. Barn under 15 år utgör 24,0 %, vuxna 15-64 år 71 %, och äldre över 65 år 4,0 %.
Genomsnittlig årsnederbörd är 2 182 millimeter. Den regnigaste månaden är juli, med i genomsnitt 478 mm nederbörd, och den torraste är februari, med 30 mm nederbörd.